# Gustav-Adolf-Kirche (Beinerstadt)

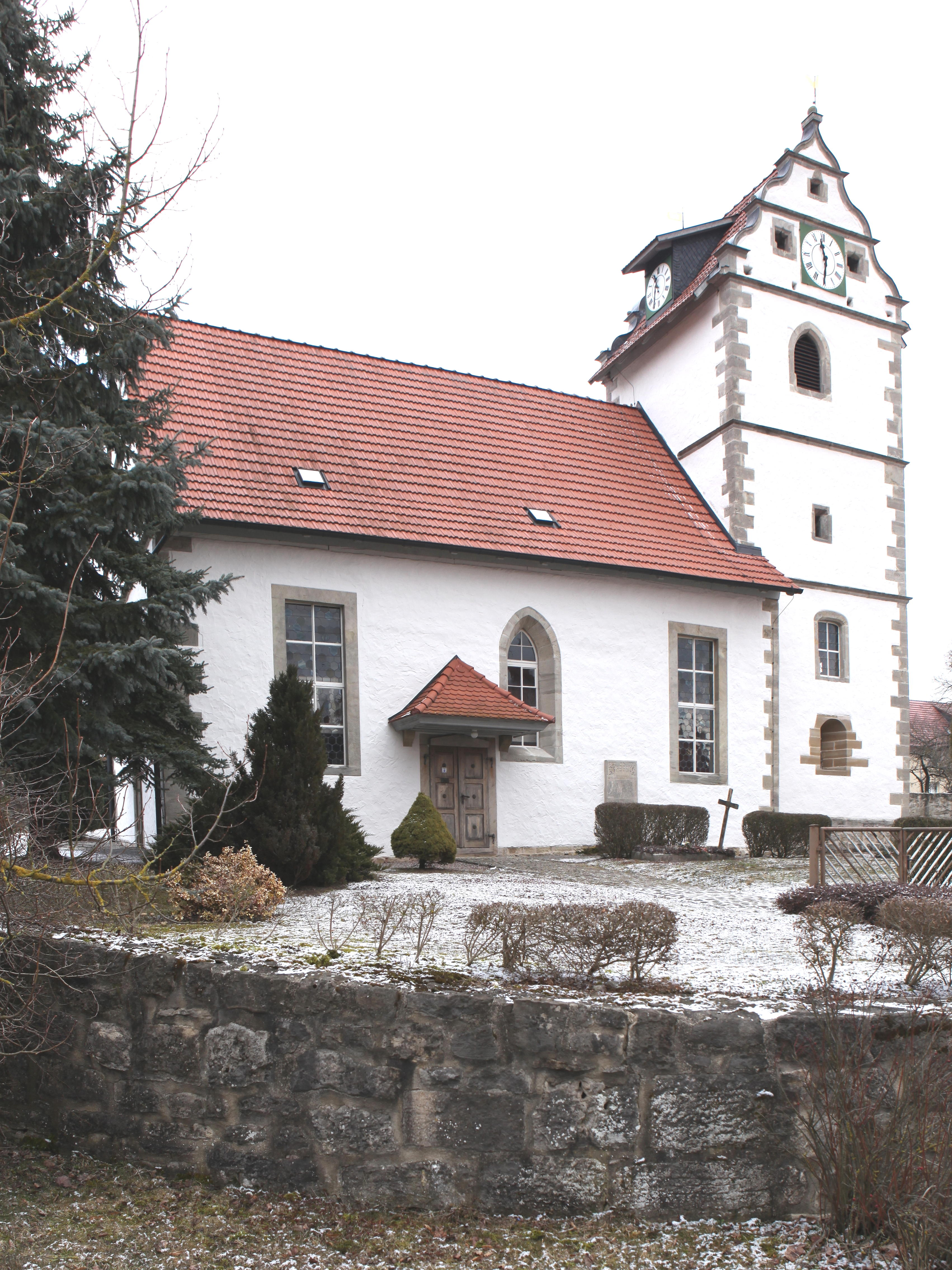
Die Kirche

Die evangelische Gustav-Adolf-Kirche steht in der Gemeinde Beinerstadt im Landkreis Hildburghausen in Thüringen.

## Lage
Die Kirche liegt im Ort nordwestlich auf einer Anhöhe und wie das Dorf im fränkisch klimatisch günstig geprägten Süden Thüringens.

## Geschichte
Beinerstadt besaß nur von 1632 bis 1634 eine eigenständige Pfarrkirche. Ab dieser Zeit war sie Tochterkirche von Leutersdorf, dann Reurieth, Dingsleben und ab 1816 von Henfstädt. Jetzt gehört sie wieder zu Reurieth. Den Annalen ist nicht zu entnehmen, wann die Kirche erstmals urkundlich erwähnt worden ist. Es ist jedoch ableitbar, dass nach 1634 der Ort verwüstet worden ist. Die Kirche ist nach König Gustav II. Adolf von Schweden benannt. Der Taufstein trägt die Jahreszahl 1636, was bedeutet, dass die Kirche zu dieser Zeit wieder funktionsfähig war. Der Renaissance-Giebel wurde bereits 1635 nach der Zerstörung wieder aufgebaut. Im Jahre 1653 sind weitere Reparaturarbeiten am Kirchengebäude nachgewiesen.

## Ausstattung
An drei Wänden stehen zweigeschossige Emporen. Eine führt oben an der Turmwand entlang. Die Südempore ist mit zwölf Bogenstellungen versehen. Dorische Säulen tragen die Holzkonstruktion an den Brüstungen und die gewölbte Holzdecke. Der Chor befindet sich im Erdgeschoss des Turms. Dort lag einst die Decke tiefer, was man an den Absätzen erkennt. Vielleicht war es auch einmal ein Gewölbe. Die Änderung erfolgte im 18. Jahrhundert. Der vor der Altarwand stehende steinerne Altar stammt vermutlich noch aus mittelalterlicher Zeit.